# Могильовська (станція метро)
53°51′43″ пн. ш. 27°40′27″ сх. д. / 53.86194° пн. ш. 27.67417° сх. д.
Могильо́вська (біл. Магілёўская) — кінцева станція Автозаводської лінії Мінського метрополітену, їй передує станція «Автозаводська». Відкрита 5 вересня 2001 року, єдина станція в складі четвертої черги Автозаводської лінії. За станцією розташоване електродепо «Могильовське».

## Конструкція станції
Колонна трипрогінна мілкого закладення з однією острівною платформою.

## Колійний розвиток
6-стрілочні оборотні тупики в кінці лінії, які переходять в двоколійну ССГ з електродепо ТЧ-2 «Могильовське».

## Назва
До 1991 року мала проєктну назву Соціалістична

## Особливості конструкції
Єдина у Мінську станція з шириною платформи 15 метрів, замість стандартних для Мінська 10 м. Перша станція, де був встановлений ліфт для людей з обмеженими фізичними можливостями.

## Архітектура
Станція дворівнева: на нижньому розташована зупинна платформа, на верхньому — вхідні вестибюлі і бічні пішохідні галереї.
Сходи до вестибюлів починаються ближче до центру посадкової платформи і частково розташовані над нею. Тому, а також через двох'ярусне розташування службових і технічних приміщень загальна довжина станційного комплексу була скорочена зі стандартних для мінського метро 280—300 метрів до 138.
Інтер'єри платформи, вестибюлів, пішохідних переходів виконані з поділом простору на функціональні зони: зони транзиту, посадки і очікування. Єдиний простір двох'ярусної платформної частини і вестибюлів з бічними пішохідними галереями по горизонталі об'єднується темою темно-синьої підвісної стелі в центральному прольоті станції, а по вертикалі розділяється на два яруси круглими колонами зі світлого мармуру.
В обробці використані португальський мармур, граніт, алюмінієві підвісні стелі.

## Виходи
Виходи зі станції ведуть до Партизанського проспекту, вулиці Ангарської, автостанції «Автозаводська», палацу спорту Мінського автозаводу.

## Пересадки
- Автобуси: 9, 9д, 21, 58, 61, 66, 72, 72д, 88с, 93, 94с, 110, 110а, 112с, 129, 148с, 160, 160а, 161, 161а, 161с, 168, 168а, 198э;
- Тролейбуси: 3, 34, 60, 67

## Фотогалерея

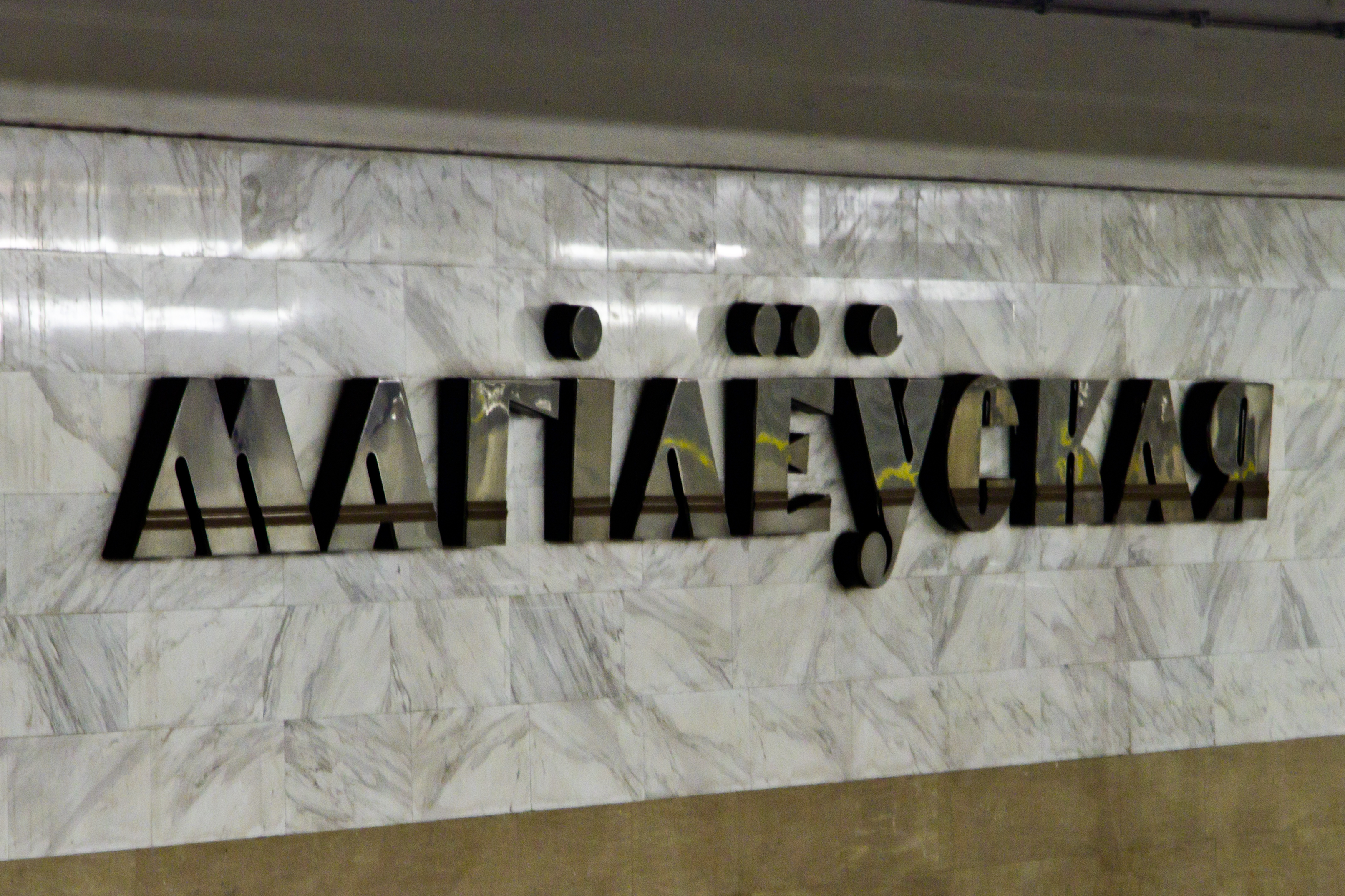
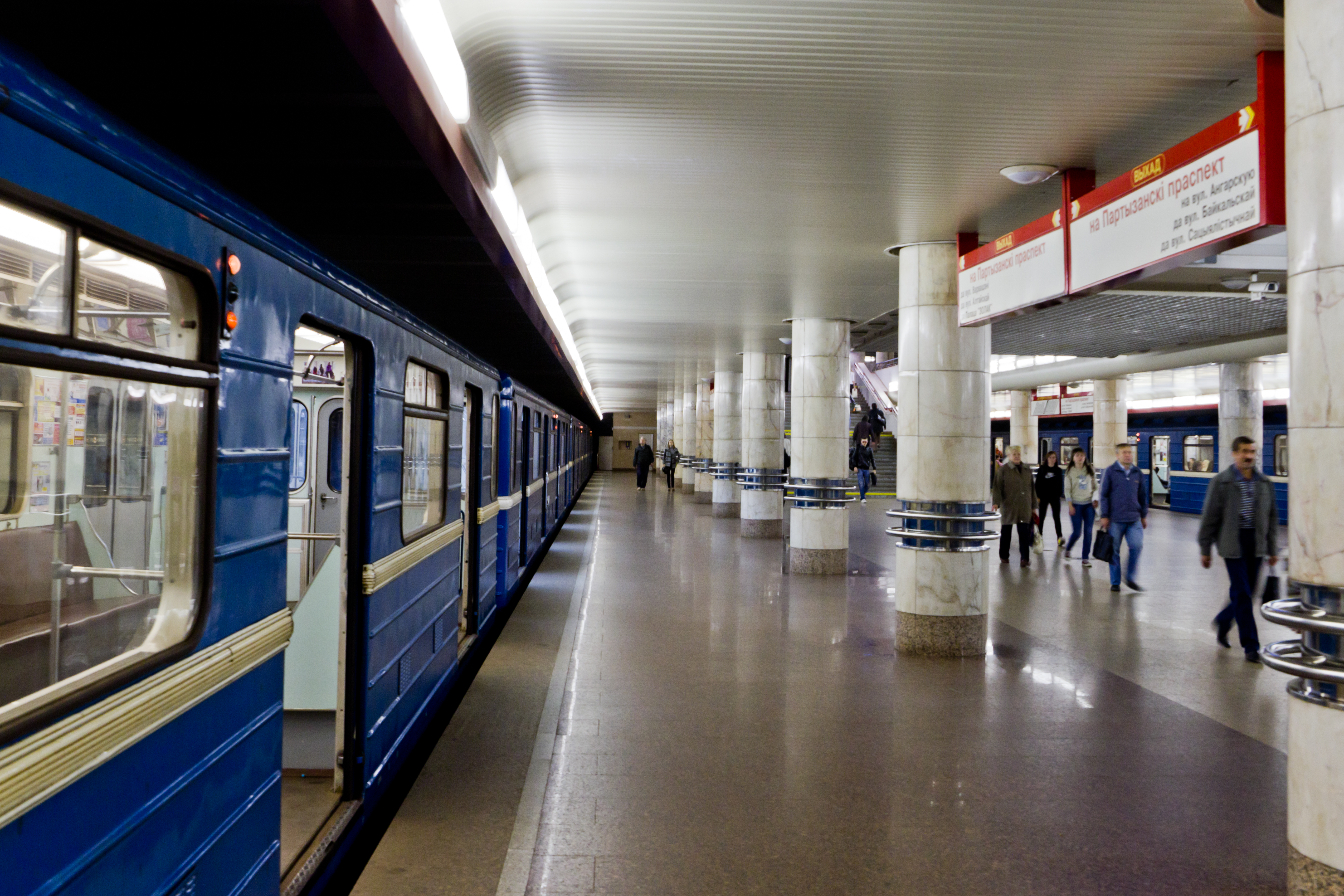
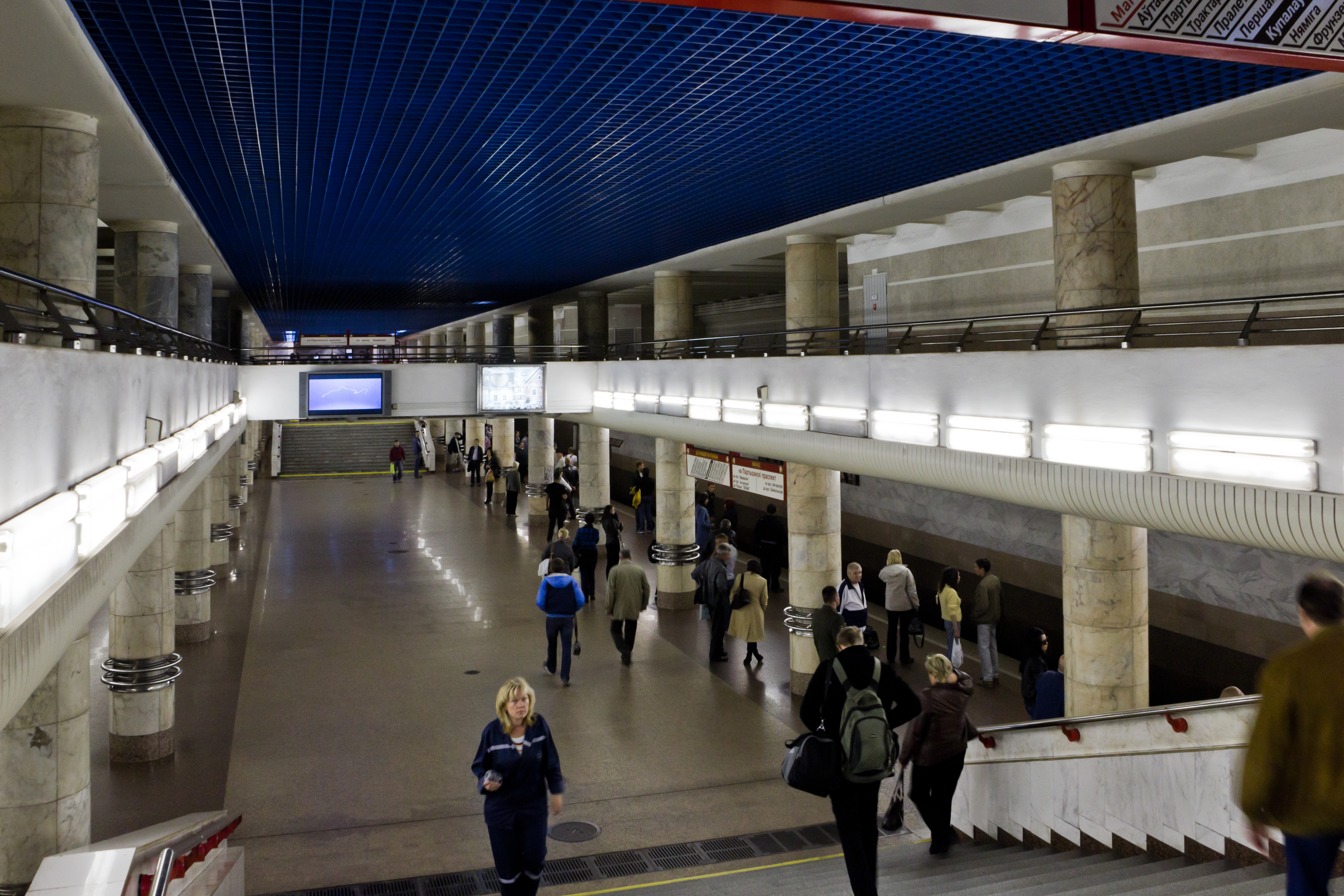
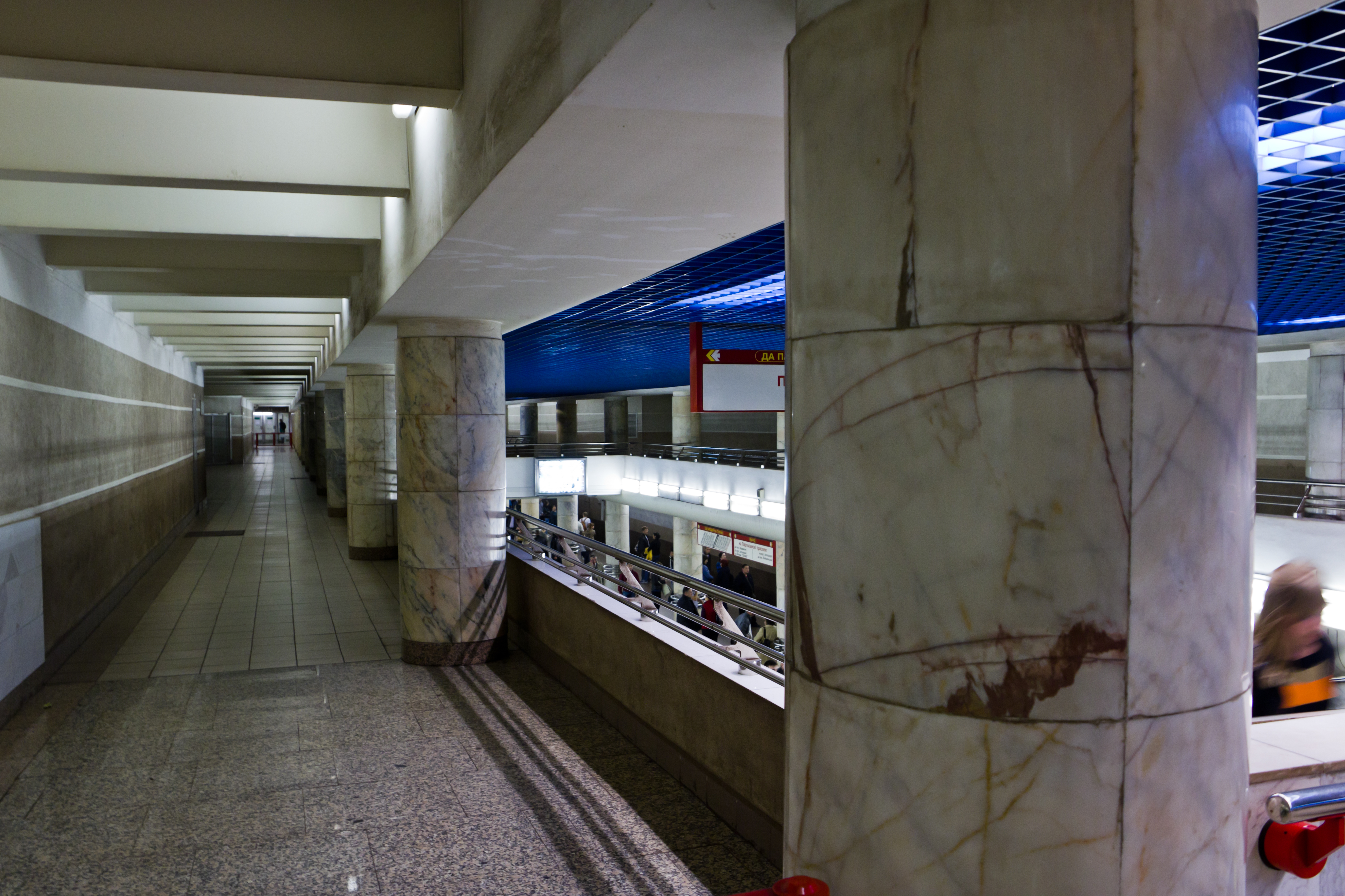